# Marie Bell
Marie Bell, pseudonimo di Marie-Jeanne Bellon (Bordeaux, 23 dicembre 1900 – Neuilly-sur-Seine, 14 agosto 1985), è stata un'attrice francese.

## Biografia
Nel 1921 entrò alla Comédie-Française, ma la svolta della sua carriera giunse nel 1924, quando debuttò nel cinema: ben presto divenne il prototipo della donna elegante.
Venne decorata con la Legion d'Onore dal presidente Charles De Gaulle per il suo ruolo avuto nella Resistenza Francese.
È sepolta nel Cimitero di Monaco accanto al marito Jean Chevrier, morto nel 1953.

## Filmografia
- Paris, regia di René Hervil (1924)
- Madame Récamier, regia di Tony Lekain, Gaston Ravel (1928)
- Figaro, regia di Tony Lekain, Gaston Ravel (1929)
- La Valse de l'adieu, regia di Henry Roussel (1929)
- La Nuit est à nous, regia di Roger Lion (1930)
- Le Joker, regia di Erich Waschneck (1930)
- L'Homme qui assassina, regia di Kurt Bernhardt (Curtis Bernhardt) e Jean Tarride (1931)
- La Folle Aventure, regia di André-Paul Antoine (1931)
- La Chance, regia di René Guissart (1931)
- L'uomo della Hispano (L'Homme à l'Hispano), regia di Jean Epstein (1933)
- Caprice de princesse, regia di Henri-Georges Clouzot (1934)
- Fedora, regia di Louis J. Gasnier (1934)
- La donna dai due volti (Le Grand jeu), regia di Jacques Feyder (1934)
- Poliche, regia di Abel Gance (1934)
- Il romanzo di un giovane povero (Le roman d'un jeune homme pauvre), regia di Abel Gance (1935)
- La Garçonne, regia di Jean de Limur (1936)
- Sous la terreur, regia di Marcel Cravenne (1936)
- Quand minuit sonnera, regia di Léo Joannon (1936)
- Les Demi-vierges, regia di Pierre Caron (1936)
- La Tentation, regia di Pierre Caron (1936)
- Fiordalisi d'oro, regia di Giovacchino Forzano (1936)
- Blanchette, regia di Pierre Caron (1937)
- Pantins d'amour, regia di Walter Kapps (1937)
- Carnet di ballo (Un carnet de bal), regia di Julien Duvivier (1937)
- Deserto rosso (Légions d'honneur), regia di Maurice Gleize (1938)
- La Glu, regia di Jean Choux (1938)
- Vento di follia (Noix de coco), regia di Jean Boyer (1939)
- Il carro fantasma (La Charrette fantôme), regia di Julien Duvivier (1939)
- Ceux du ciel, regia di Yvan Noé (1941)
- Vie privée, regia di Walter Kapps (1942)
- Il colonnello Chabert (Le Colonel Chabert), regia di René Le Hénaff (1943)
- Il Gattopardo, regia di Luchino Visconti (1963) - non accreditata
- La pappa reale (La Bonne soupe), regia di Robert Thomas (1964)
- Vaghe stelle dell'Orsa..., regia di Luchino Visconti (1965)
- Hotel Paradiso, regia di Peter Glenville (1966)
- Phèdre, regia di Pierre Jourdan (1968)
- Les Volets clos, regia di Jean-Claude Brialy (1973)